# Diabli Kamień pod Wałem

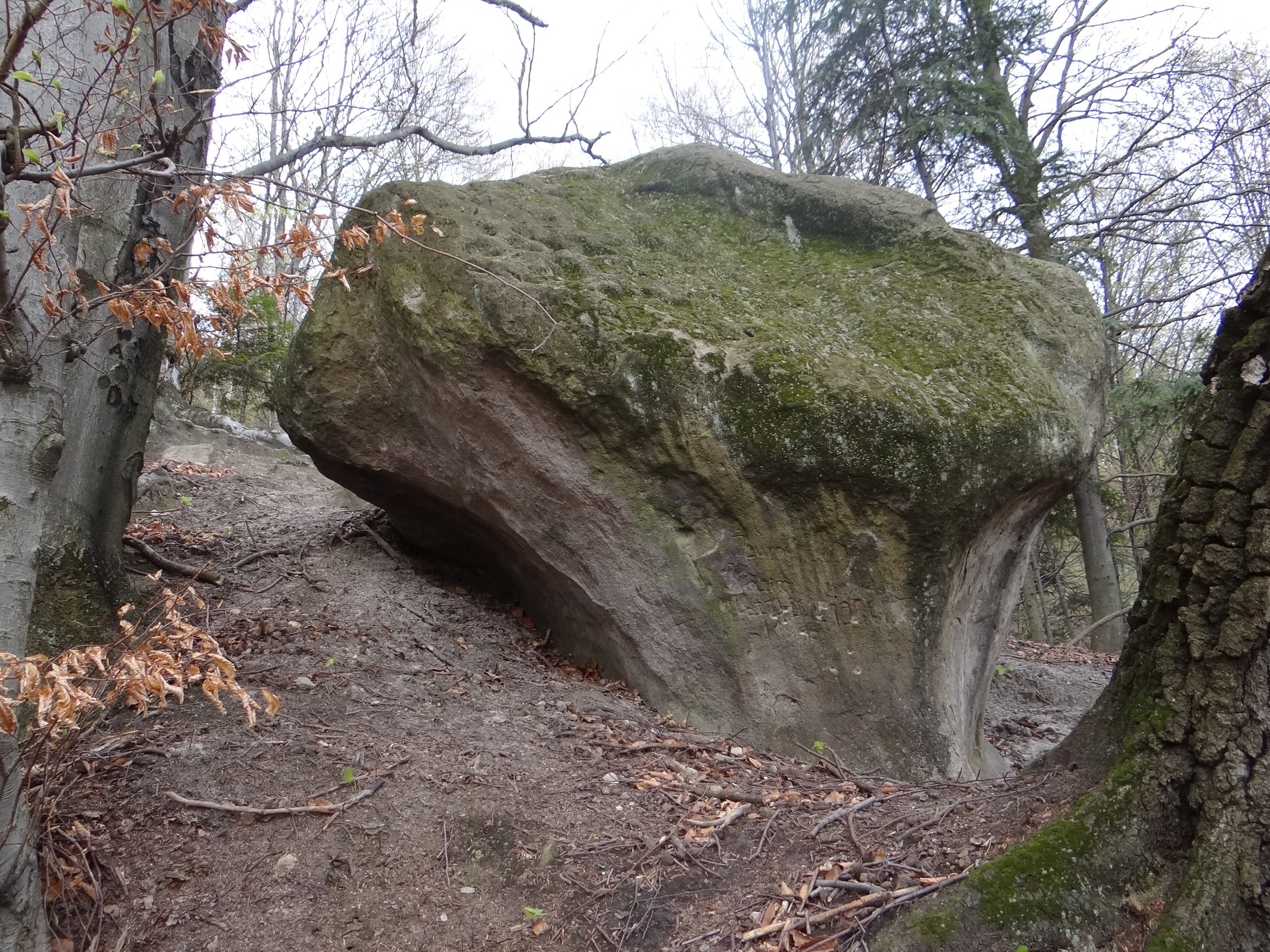

Diabli Kamień – ostaniec na południowo-zachodnich stokach wzniesienia Wał na Pogórzu Rożnowskim. Znajduje się w obrębie miejscowości Lichwin, w województwie małopolskim, w powiecie tarnowskim, w gminie Pleśna. Umiejscowiony jest w lesie, w miejscu zwanym „Piekiełkiem”. Prowadzi do niego znakowana ścieżka od gospodarstwa agroturystycznego „Chata pod Wałem”. W pobliżu znajdują się pozostałości fabryki farb i lakierów, która bazowała na wydobywanym tutaj minerale zwanym ochrą. Została zlikwidowana przez Niemców w 1943 r.
Diabli Kamień ma postać niewielkiego grzyba skalnego. Jego wysokość nie przekracza 2 m, ale znajduje się on na terenowym grzbiecie, z dołu wydaje się więc dość spory. Szosą łączącą Gromnik poprzez grzbiet Wału z Lichwinem biegnie zielony szlak turystyki pieszej i rowerowej. Diabli kamień znajduje się po lewej stronie tej drogi, ale w pewnej odległości od niej w lesie i z drogi jest niewidoczny. W 2015 r. Gmina Pleśna opracowała już plan turystycznego udostępnienia kamienia.